# L'inferno di Topolino
L'inferno di Topolino (L'Enfer de Mickey) est une Parodie Disney (it) de l'Enfer, premier livre de la Divine Comédie de Dante Alighieri. La série est publiée dans les numéros 7 à 12 du magazine Topolino d'octobre 1949 à mars 1950. Les auteurs sont le scénariste Guido Martina et le dessinateur Angelo Bioletto (it). Outre les habituels dialogues dans les bulles, Martina est l'auteur d'un tissu complexe de didascalies en vers qui accompagnent l'intégralité de l'histoire : c'est un véritable poème en terzine dantesche (hendécasyllabes en rimes enchaînées selon le schéma ABA BCB). Cet exploit verra Martina récompensé par la mention de son nom dans la première vignette, chose exceptionnelle étant donné l'habituel anonymat dans lequel travaillaient les auteurs de l'époque chez Disney. Considéré comme l'un des chefs-d'œuvre de Martina, L'inferno di Topolino, fut en outre la première Grande Parodie Disney italienne.

## Intrigue
« Io son nomato Pippo e son poeta 
Or per l'inferno ce ne andremo a spasso 
Verso oscura e dolorosa meta. »

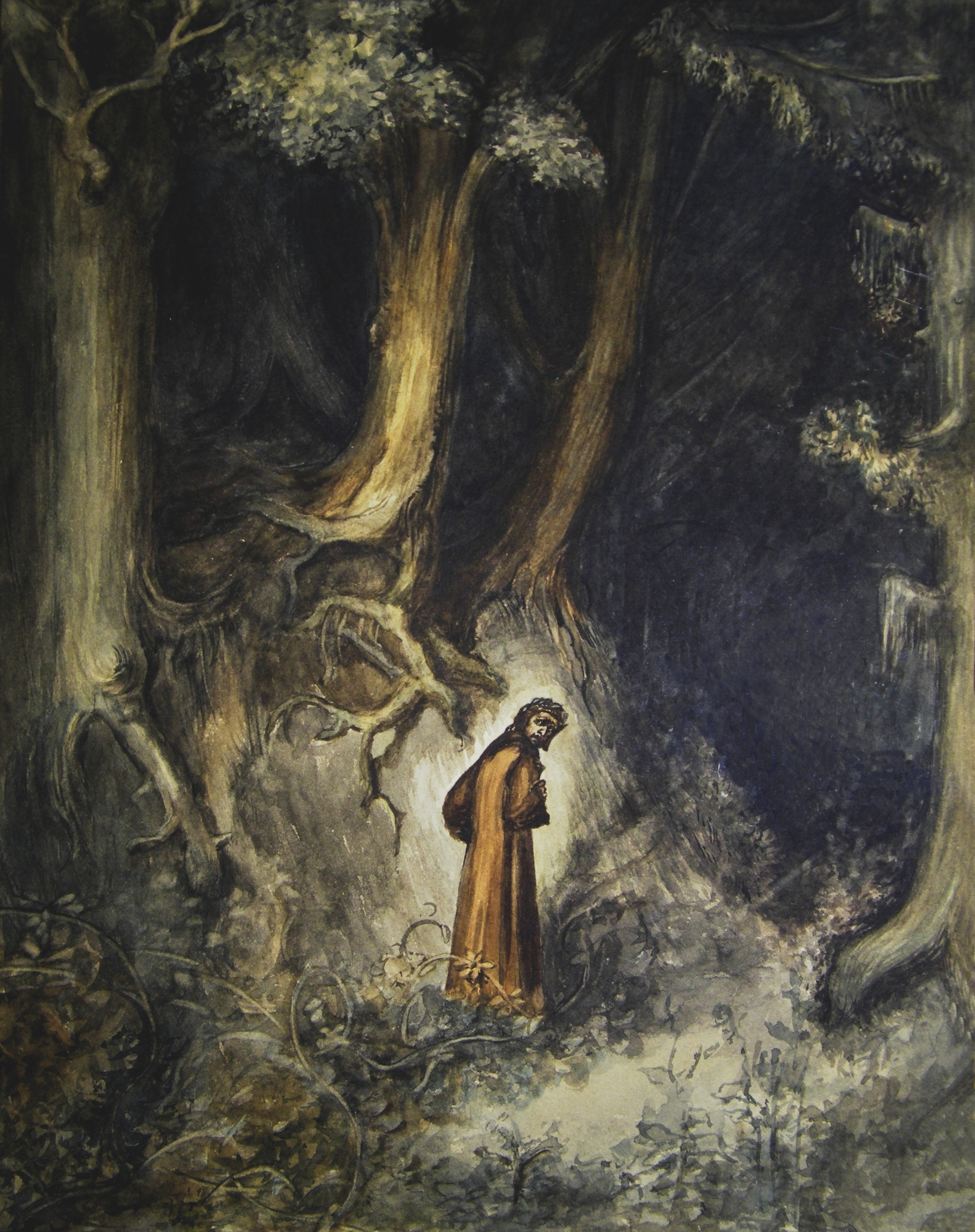
La forêt obscure de Gustave Doré pour l'Enfer de Dante.

« Je m'appelle Pippo et je suis poète 
Nous allons maintenant traverser l'enfer 
Pour une obscure et douloureuse destination. »
L'histoire s'ouvre sur la fin d'une représentation théâtrale de la Divine Comédie avec Topolino (Mickey) dans le rôle de Dante et Pippo (Dingo) dans celui de Virgile. Jaloux de leur succès, Gambadilegno (Pat Hibulaire) fait hypnotiser par un complice ses deux ennemis de toujours qui continuent à se comporter comme Dante et Virgile. Après un coup de colère de Minnie, prise par Topolino pour Beatrice, Topolino et Pippo se rendent en bibliothèque pour en savoir plus sur ce Dante à cause duquel ils doivent « soffrir tanti martìri ». Aux prises avec un gigantesque tome de la Commedia, ils tombent bien vite en proie au sommeil et Topolino, capturé par la branche d'un arbre de l'illustration de la forêt par Gustave Doré, est transporté en Enfer... Là il rencontre Pippo/Virgile. Commence alors leur longue pérégrination vers l'« oscura e dolorosa meta » où ils prient Satan de les faire sortir de ce mauvais pas (le « doloroso passo »).

## Structure
Le voyage des deux protagonistes est divisé en chants sur le modèle de la Commedia.

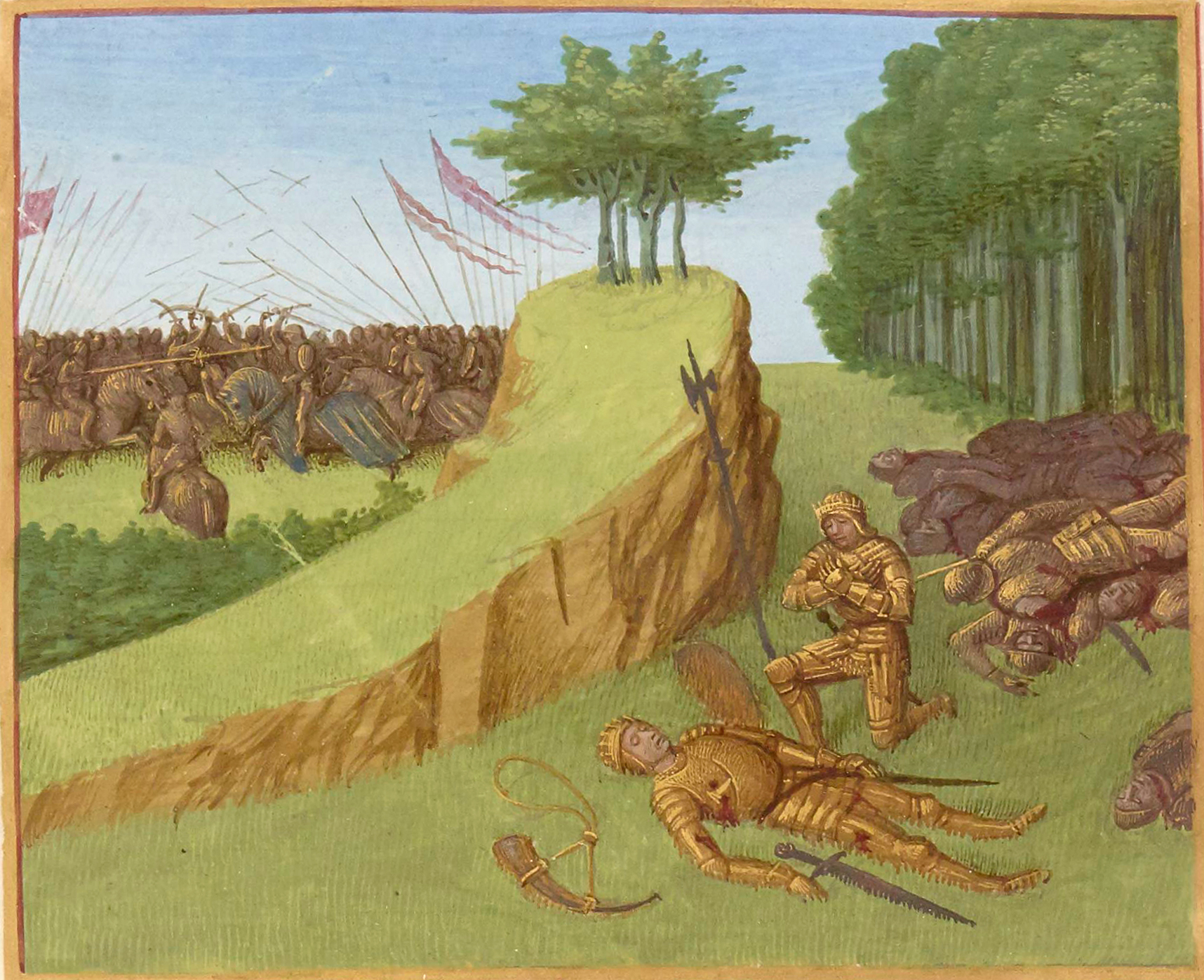
(« Par Jupiter quel ignorant : c'est l'Arioste qui l'a écrit, pas Dante ! »)

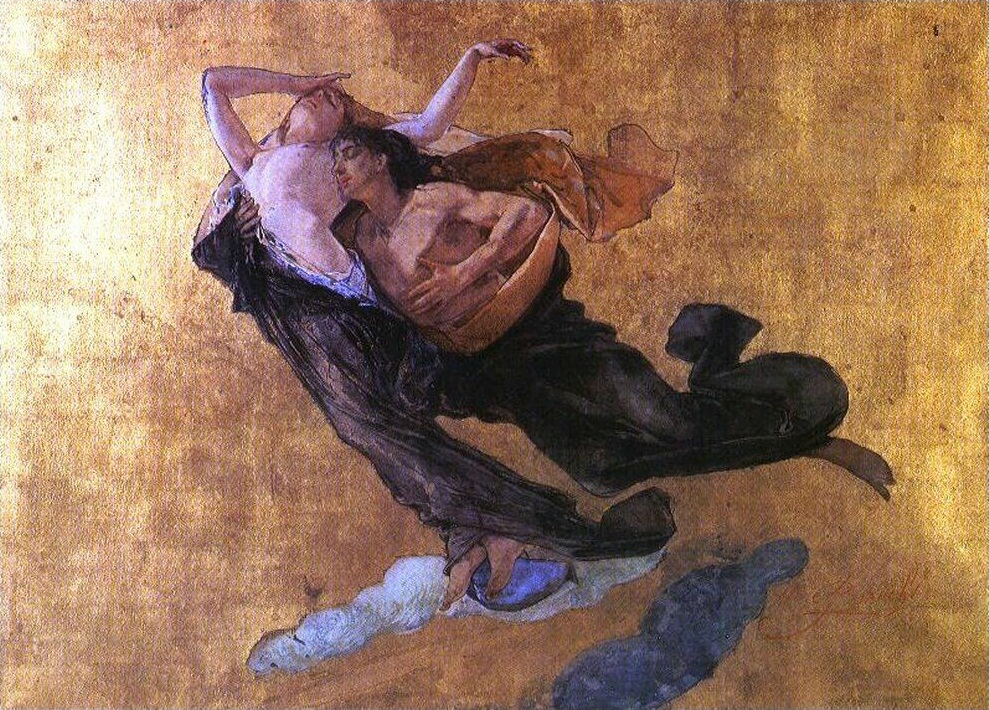
(« Ceux qui se donnent des airs »).

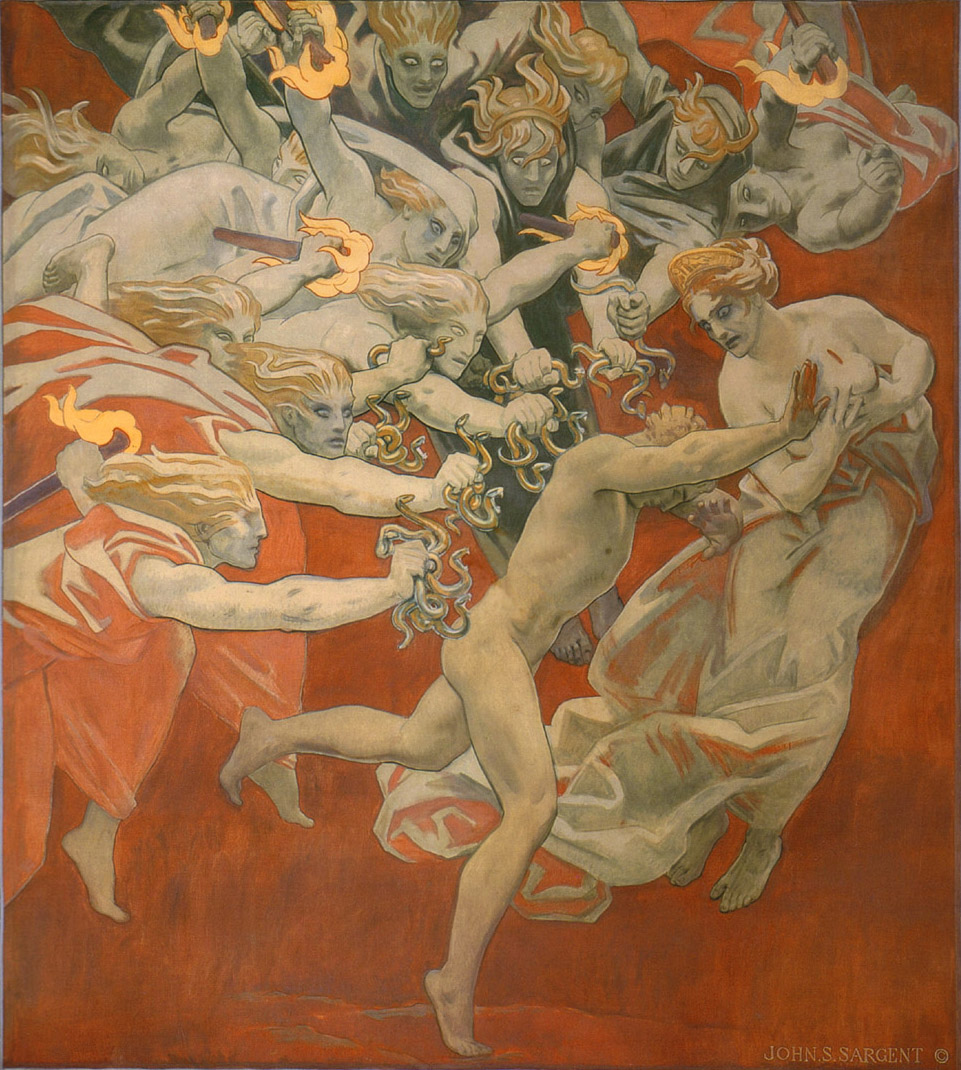
Les Furies, moteur à réaction chez Disney.

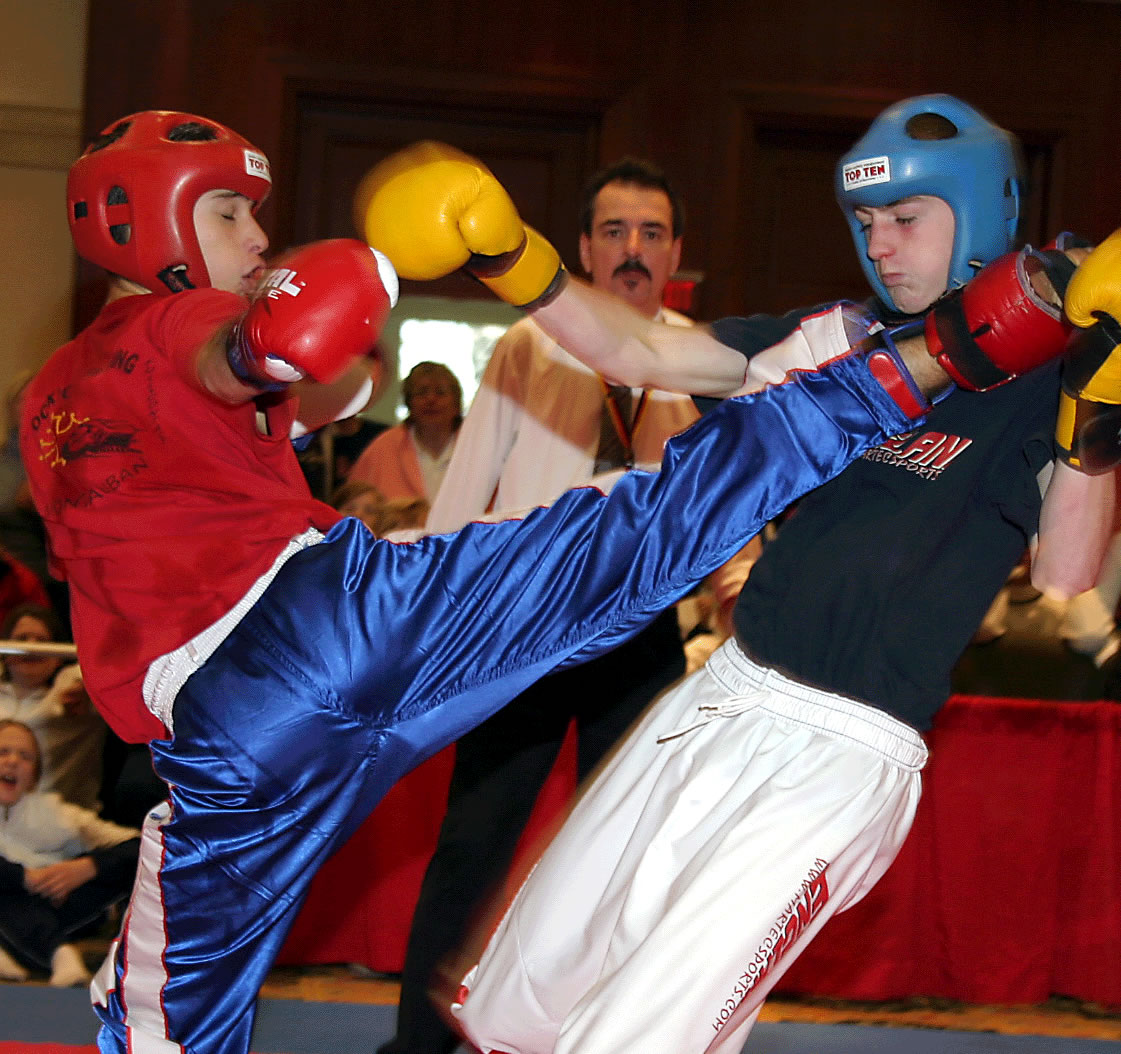
« Regarde ma vertu comme elle est puissante ! »

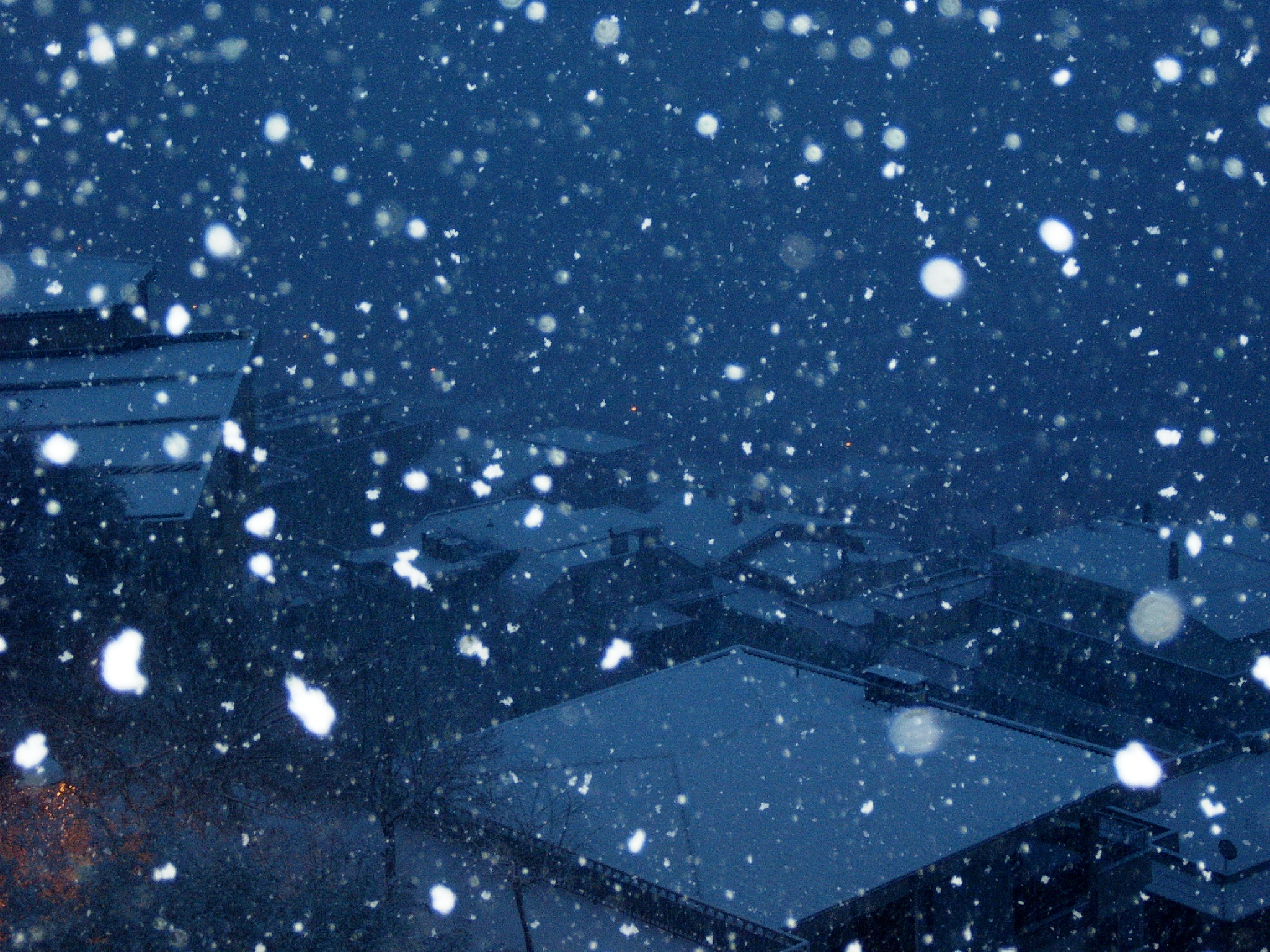
« Ceci ressemble à de la neige, a la couleur de la neige mais ce n'est pas de la neige : c'est du feu ».

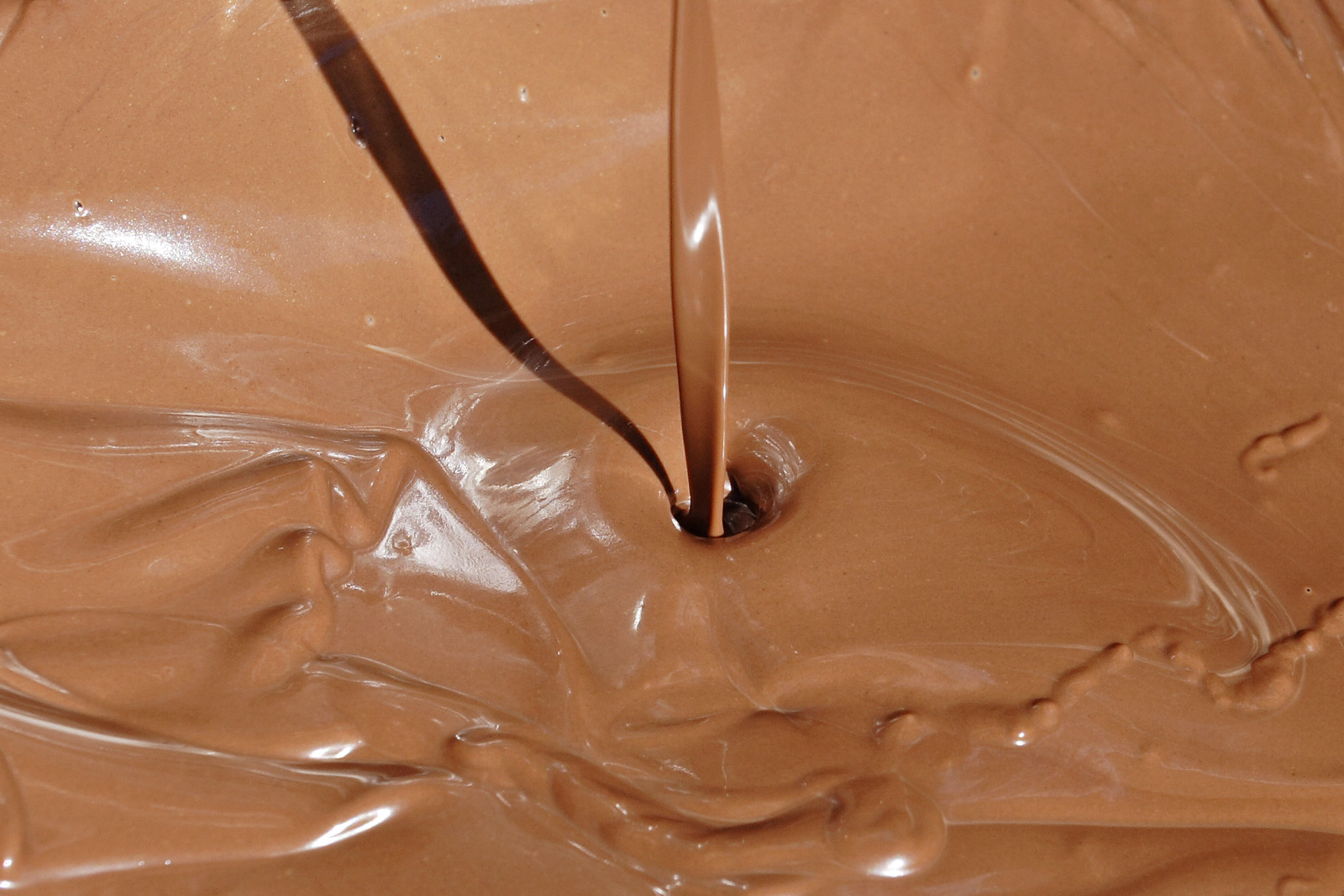
Al Gran Bar di Malebolge.

- Chants I-II : le chant I est absent de l'histoire, qui commence au second avec la scène de la « forêt obscure ». Toutefois, l’incipit « Nel mezzo del cammin di nostra vita » est parodié par l'introduction « Correva l'anno tal dei tali » (« En telle ou telle année ») et la scène de l'endormissement de Topolino et Pippo correspond au vers dantesque « Tant' era pien di sonno a quel punto ». Topolino, dans la vallée qui lui a « di paura il cor compunto » (« empli le cœur de peur »), rencontre immédiatement Pippo conduisant une vieille bicyclette. Après une brève explication, Topolino est encouragé par Pippo (« Muoviti, ribaldo! » « Allez, ribaud ! »[2]) et quelques diables à entreprendre le voyage vers les profondeurs de l'Enfer.
- Chant III : Topolino et Pippo n'ont rencontré ni la louve ni la lonce mais un lion policier qui tente de les verbaliser pour absence de lumière et de catadioptre. Topolino se libère du lion avec un crochet du gauche et les deux randonneurs arrivent enfin à la porte de l'Enfer. Parmi les inscriptions placardées « Tenere la sinistra: la destra è stata smarrita » (« Rester sur la gauche : la droite est perdue ») parodie le dantesque « che la diritta via era smarrita ». Topolino et Pippo se presentent devant Charon qui tente de les éloigner mais accepte finalement de les embarquer en apprenant qu'ils sont poètes (et donc « sempre morti di fame »), bien que Topolino s'embrouille en se présentant comme celui qui a chanté « le donne, i cavallier, l'arme, gli amori », Pippo lui reprochant « Per Giove, sei un ignorante: l'ha scritto Ariosto, non l'ha scritto Dante! ».
- Chant IV : Topolino e Pippo entrent dans les limbes où les étudiants se vengent de ceux « che fanno tristi gli anni della scuola » (« qui rendent ennuyeuses les années d'école ») : Horace, Platon, Cicéron et surtout la personnification de l'Arithmétique. Ils rencontrent ensuite - comme Dante - Homère et Jules César mais aussi la personnification du Sophisme et de la Philosophie.
- Chant V : Topolino et Pippo descendent dans le second cercle dans lequel se trouve le salon de beauté de Minos où sont punis les vaniteux qui « in testa non avevano cervello / ma solo brillantina sui capelli » (« n'avaient pas de cervelle dans la tête / Mais seulement de la brillantine sur les cheveux »). Dans la Commedia, Dante rencontre - après Minos - les luxurieux parmi lesquels Paolo e Francesca, qui volent dans le vent en se tenant par la main ce qui se traduit dans l'histoire par une tempête qui emporte « coloro che si davano arie » (« ceux qui se donnent des airs »).
- Chant VI : les deux protagonistes se retrouvent dans le cercle des jaloux et échappent de peu à Cerbère. Pippo tombe dans la poêle d'un diable qui l'offre à Qui, Quo e Qua en guise de chapon. Les trois frères sauvent Pippo et retournent sur terre rachetés par leur bonne action. Dans l'histoire comme dans la Commedia le chant se conclut par le vers « Quivi trovammo Pluto, il gran nemico » (« Là nous trouvâmes Pluto, le grand ennemi »).
- Chant VII : Topolino et Pippo rencontrent en effet le chien Pluto que Pippo réussit à distraire avec un os de seiche pour les canaris. Comme dans l'Enfer, se trouvent dans ce chant les avares et les prodigues : Topolino et Pippo rencontrent parmi les avares Eli Squick, le caissier qui « sol godeva udendo fare click / Nel chiudere il portello del forziere » (« n'aimait que le son du click / fermant la porte du coffre »).
- Chant VIII : les deux « poètes » montent - comme Dante et Virgile - dans la barque de Phlégias pour traverser le Styx, où sont punis les querelleurs : « Sembra di assistere a una partita di calcio! » (« On croirait assiter à un match de foot »). Comme Dante agressé par Filippo Argenti, Pippo est assailli par un professeur qui prétend lui donner zéro dans toutes les matières (satire de l'ex-enseignant Martina contre ses collègues « che gli studenti fanno viver grami » (« que les étudiants désespèrent »). Descendus de la barque, ils rejoignent la porte de la cité de Dité : « "Città di Dite - Riscaldamento autonomo" » (« Ville de Dité - Chauffage individuel »), mais comme dans l' Enfer, une escouade de diables empêche le passage. Si dans le chant XIX de l'Enfer un messager du ciel intervient pour ouvrir la porte, dans l'histoire Dumbo proposerait de les transporter s'il n'avait pas « il serbatoio vuoto » (« le réservoir vide »). À ce moment se jettent sur eux les deux Furies Eulalia et Enza, qui soufflent par le nez un ouragan de flamme : Topolino les utilise comme moteur à réaction en les attachant sur les flancs de Dumbo.
- Chant IX : Topolino et Pippo survolent la zone des « scoperchiati avelli » (« sépultures découvertes ») où sont punis, au lieu des hérétiques, les irascibles « che prendevano fuoco troppo facilmente » (« qui prennent feu trop facilement »).
- Chant X : Dante a ici une controverse avec le guelfe Farinata degli Uberti. Topolino, lui, trouve Gambadilegno, qui le défie à un match de catch. La rencontre prend l'allure d'un véritable événement sportif avec Cucciolo (qui devrait plutôt se taire) dans le rôle du radio reporter. Enfin, Papperino qui voudrait s'enfuir saute d'une arche mais est réintégré par Topolino et Pippo et lance une malédiction : « Vi seguirò per tutto l'inferno! » (« Je vous suivrai par tout l'Enfer ! »)
- Chant XI : sauté pour fuir Paperino.
- Chant XII : le Minotaure dantesque est représenté par Sitting Bull à motocyclette. Au lieu des Centaures, Topolino et Pippo rencontrent ensuite Les Trois Caballeros sur un tapis volant : Paperino, José Carioca et Panchito Pistoles. Paperino qui continue à se montrer hostile est congédié par Topolino avec un coup de pied phénoménal : « Guarda la virtù mia s'ell'è possente! » (« Regarde ma vertu comme elle est puissante ! »)
- Chant XIII : comme dans la Commedia, Topolino-Dante et Pippo-Virgile pénètrent dans une forêt sordide « in cui già padre Dante aveva notate / non fronde verdi, ma di color fosco » (« à propos de laquelle déjà le père Dante avait signalé / non pas la verte frondaison, mais la couleur sombre »). Arbres secs, gazon poussiéreux, fruits vénéneux font ressembler la forêt au « Parco di Milano » (le Parco delle Cave (it) de la Cascina Linterno). Topolino et Pippo réussissent à monter sur un minuscule train en marche mais leur course se termine rapidement contre un arbre. Les deux amis sont assaillis par les Harpies, qui au début ressemblent à la sorcière de Biancaneve puis se révèlent être autant de Paperino furieux. Pour essayer de les chasser, Topolino arrache une branche à une plante mais réalise qu'il a blessé un pécheur transformé en arbre (comme Pierre Des Vignes). Il s'agit de Cosimo, jeune cousin de Clarabelle Cow, qui explique comment dans la forêt sont punis les violents contre les choses et en particulier les étudiants qui endommagent les bancs et les murs. Le contrappasso consiste en travaux généraux pour construire des bancs d'école, placés dans une salle de classe peuplée d'ânes (au lieu des chiennes dantesques) et systématiquement détruits à coups de pied. Seule l'intervention de la Fata turquina (appelée par erreur Biancaneve) peut interrompre la peine, avec l'aide du Grillo parlante qui convainc les enfants de s'acquitter de leurs devoirs consciencieusement.
- Chant XIV : sauté (dans la Commedia se trouvent là les violents contre Dieu).
- Chant XV : Ici Dante rencontre, parmi les violents contre nature (les sodomites), son vieux maître Brunetto Latini, avec lequel il a un dialogue cordial. De même, Topolino, s'avançant dans un désert sur lequel pleuvent des flammes, rencontre son vieux maître d'école : celui-ci est puni pour avoir « predicato bene e razzolato male » (« fait de beaux discours et mal agi »). L'interprétation des flammes change radicalement : si dans la Commedia elles représentent la passion malsaine, dans l'histoire elles ressemblent à de la neige alors qu'elles sont du feu, comme les pécheurs qui semblent bons et sont en réalité mauvais.
- Chant XVI : sauté parce « contiene gli stessi peccatori del XV, e poi sappiamo già di cosa si tratta! » (« contient les mêmes pécheurs que dans le XV, on sait donc déjà de quoi il s'agit »).
- Chant XVII : Dante et Virgile descendent dans le Malebolge, le lieu où vit le monstre qui symbolise la fraude, Géryon. Topolino et Pippo se confient à un dragon qui les avertit : « Stiamo entrando nella parte più terribile di tutto l'inferno! » (« Nous entrons dans la partie la plus terrible de tout l' Enfer »). « Al Gran Bar di Malebolge », sont punis les « frodatori » - parmi lesquels Fratel Coniglietto - trempant dans une mare à poissons semblant du chocolat rappelant la peine des trafiquants du chant XXI de l'Enfer. Est également parodiée la ruse employée par Jean-Paul de Navarre (en) contre les diables au chant XXII : Fratel Coniglietto réussit à échapper à la peine en faisant passer Compare Orso à sa place.

À partir de là, le numéro des chants n'est plus indiqué mais il peut être retrouvé à partir de la description des épisodes correspondants dans la Commedia.

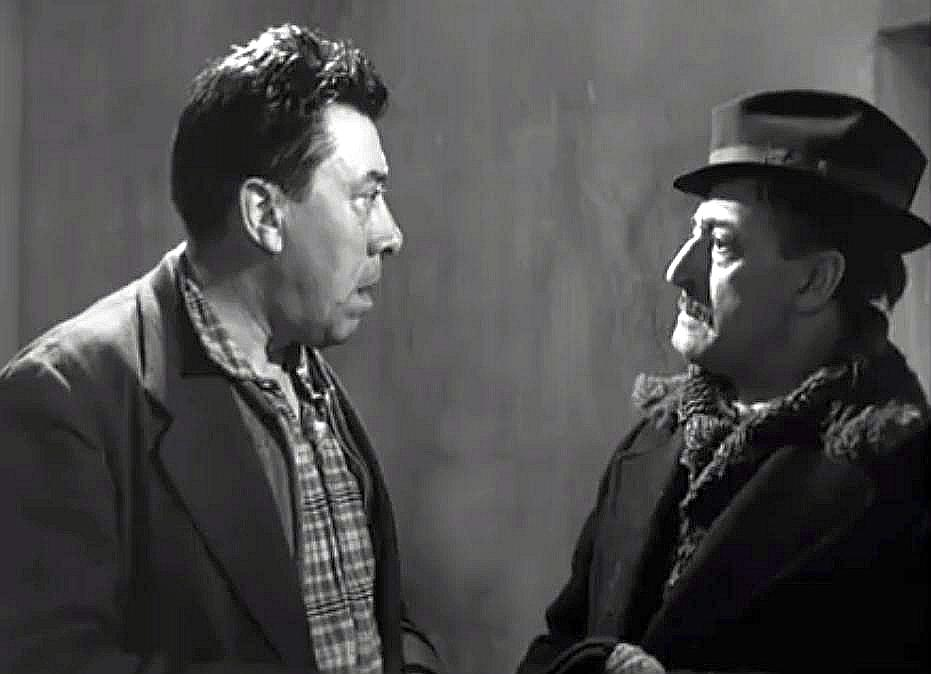
Pronostic des devins : Totò-Macario 0-0 Ma dov'è Macario ?

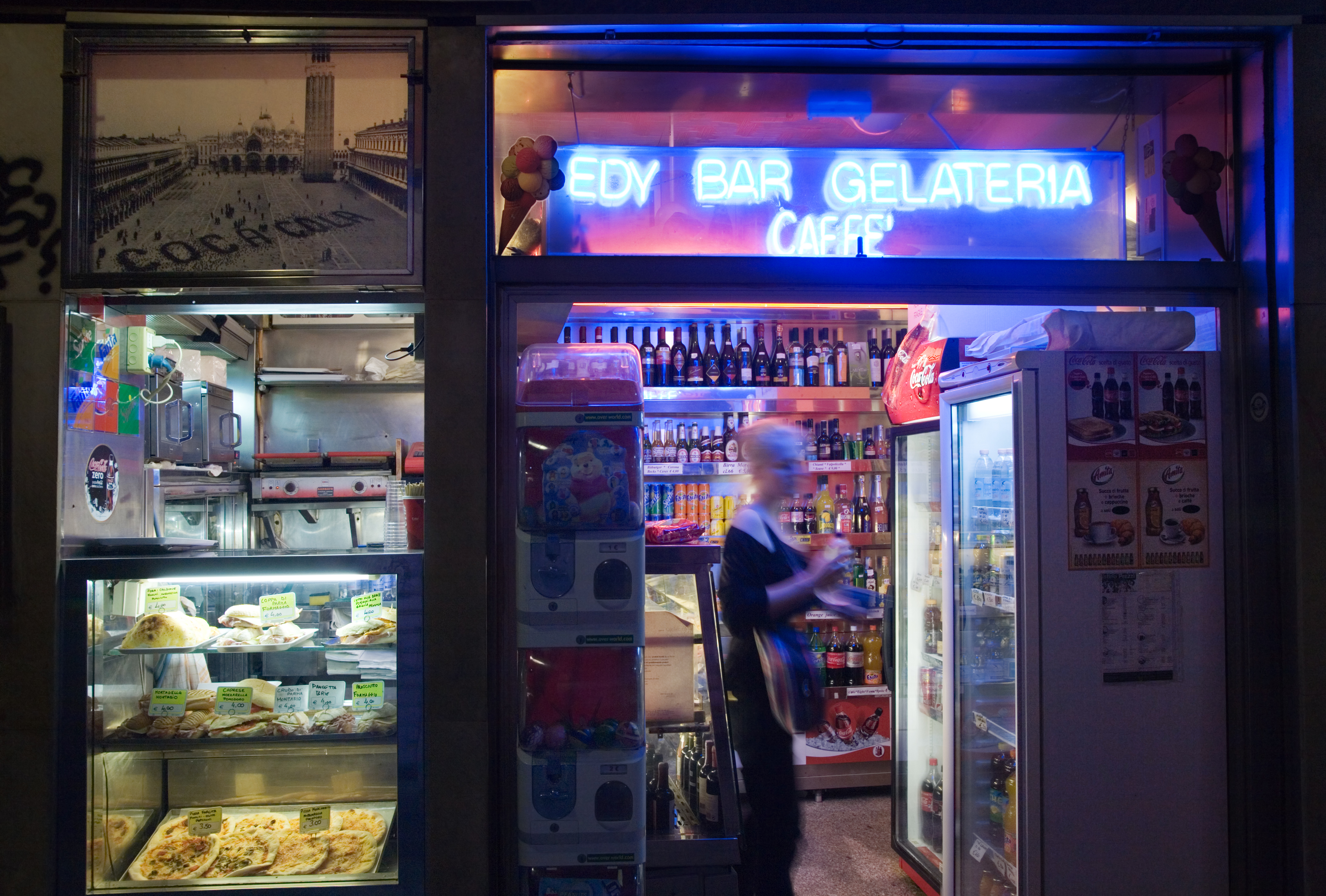
Gelateria della Giudecca.

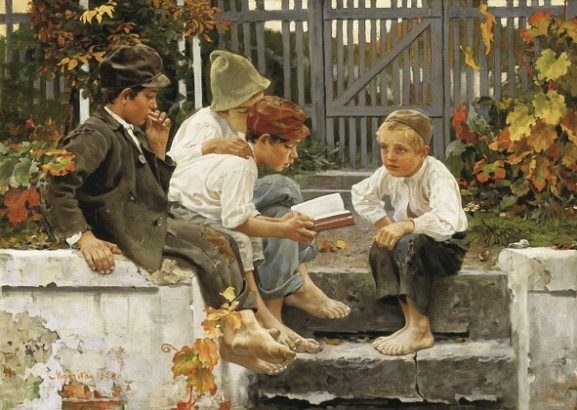
... le chœur des gamins heureux d'avoir lu l'histoire.

- Chant XIX : absent. Dans la Commedia on trouve là les coupables de simonie.
- Chant XX : comme Dante, Topolino et Pippo rencontrent les devins (et Eta Beta), contraints à tourner comme des toupies avec un sac sur la tête. Certains d'entre eux sont représentés avec des bulletins de jeu face à un panneau de résultats de parties de foot affichant « Venezia-Juventus 12-0, Inter-Milan 6-1 et Totò-Macario 0-0 ».
- Chants XXI-XXII : voir Chant XVIII.
- Chant XXIII : ici Dante trouve les hypocrites, alors que Topolino et Pippo assistent à la punition des conseilleurs et des élèves qui ont séché les cours feignant d'être malades.
- Chants XXIV-XXV : au lieu des voleurs de la Commedia, Topolino et Pippo trouvent Ezechiele Lupo aux prises avec I tre porcellini : après la tentative manquée de leur enlèvement pour les manger, le « re dei ladri » (« roi des voleurs ») se retrouve bien mal en point à la suite d'une explosion, d'une attaque de poules (les serpents dantesques) et d'un coup d'escopette.
- Chant XXVI : le chant d'Ulysse. Les conseillers perfides de la Commedia deviennent dans l'histoire les journalistes. Topolino et Pippo rencontrent Flip (it), le petit animal d'Eta Beta, à l'approche duquel « la verità viene a galla » (« la vérité éclate ») : en effet, les journalistes commencent à écrire par terre avec leur langue « Io fui bugiardo » (« J'étais un menteur »). Un peu plus loin ils rencontrent une flamme cornue qui encercle (au lieu de celles d'Ulysse et de Diomède) les deux âmes de Paperino : une moitié bonne et l'autre mauvaise. Topolino et Pippo réussissent à éteindre la flamme et ainsi le « bon » Paperino accompagne les deux amis vers la « Gelateria della Giudecca ».
- Chants XXVII-XXXII : absents.
- Chant XXXIII : le chant d'Ugolino. Topolino rencontre l'arbitre de foot Ugolino, occupé à ronger un ballon, qui lui raconte sa fin « Parlare e lagrimar vedrai insieme! » (« tu me verras parler et pleurer à la fois !») : il arbitrait à Pise « una partita / ch'avea in palio il titolo di campione » (« une partie / dont l'enjeu était le titre de champion ») et pour sauver l'équipe qui lui avait donné un million, il ne siffla pas un penalty. Il mourut finalement des accidenti lancées par les tifosi. Et mordant encore plus fort dans le ballon « Ahi football, vituperio delle genti! » (« Ah football ! opprobre des nations ! ») Ugolino provoqua une explosion qui catapulta Topolino, Pippo et Paperino vers le gouffre le plus profond de l'enfer.
- Chant XXXIV : Dante voit Lucifer au centre du lac du Cocyte occupé à broyer Judas, Brutus et Cassius. Il en décrit la monstruosité et le chemin accompli par lui et Virgile sur son corps, montant par un obscur chemin pour « riveder le stelle » (« revoir les étoiles »). Topolino de son côté, rencontre Dante lui-même qui taquine avec une gigantesque plume les « traditori massimi », c'est-à-dire les auteurs de l'histoire. Ceux-ci confessent l'avoir trahi en écrivant et dessinant la parodie de son Inferno. Topolino toutefois arrête Dante et lui fait entendre le chœur des gamins heureux d'avoir lu l'histoire. Au cri de « Perdono! e Assoluzione! », Dante absout « con la condizionale » (« sous condition ») les deux auteurs qui le remercient et promettent de ne plus le trahir. Dante enfin, en voyant partir les trois compères et les deux auteurs, leur livre son ultime message : si dans la Commedia il s'écriait « Ahi, serva Italia, di dolore ostello! » (« Ah Italie servile, auberge de douleur ! ») aujourd'hui il confie à ses vers « la certezza / D'una speranza bella e pura » (« la certitude / D'une espérance belle et pure »[3], concluant le chant par « Il ciel per te s'accenda di fiammelle / Splendenti a rischiararti ancor la via / Sì che tu possa riveder le stelle! Dio ti protegga, Italia. Così sia! » (« Le ciel pour toi s'allume de flammes / Brillant en éclairant encore ton chemin / Pour que tu puisses revoir les étoiles ! Dieu de protège, Italia. Ainsi soit-il ! »).